# Deal with This
Deal with This é o sétimo álbum do grupo americano de hip hop 2 Live Crew. Foi lançado independentemente em 20 de janeiro de 1993 pela  Macola Records e foi inteiramente produzido por Mr. Mixx e Fresh Kid Ice sob os pseudônimos de Rock On Crew e 2 Live Crew. As faixas que apareceram neste álbum foram canções que Fresh Kid Ice e Mr. Mixx tinham gravado antes de Brother Marquis e Luke Skyywalker se juntarem ao grupo.

## Lista de faixas
| N.º            | Título                       | Producer(s)    | Duração |  |
| 1.             | "Serious Conversation"       | Rock On Crew   | 4:20    |  |
| 2.             | "Fresh Kid Ice is Back"      | 2 Live Crew    | 4:34    |  |
| 3.             | "Tab Ski Cuttin' it Up"      | Rock On Crew   | 3:30    |  |
| 4.             | "Revelation"                 | 2 Live Crew    | 6:05    |  |
| 5.             | "Dead Ass Broke"             | Rock On Crew   | 3:42    |  |
| 6.             | "Free Style"                 | Rock On Crew   | 3:21    |  |
| 7.             | "It's Gotta Be Fresh"        | 2 Live Crew    | 5:47    |  |
| 8.             | "Jack Boy Story"             | Rock On Crew   | 3:28    |  |
| 9.             | "What I Like" (Instrumental) | 2 Live Crew    | 4:30    |  |
| 10.            | "What I Like" (Scratch)      | 2 Live Crew    | 7:10    |  |
| Duração total: | Duração total:               | Duração total: | 46:43   |  |

## Músicos
- Christopher Wong Won - performer, produtor
- David P. Hobbs - performer, produtor
- Yuri Vielot - performer